# Lenny Bruce

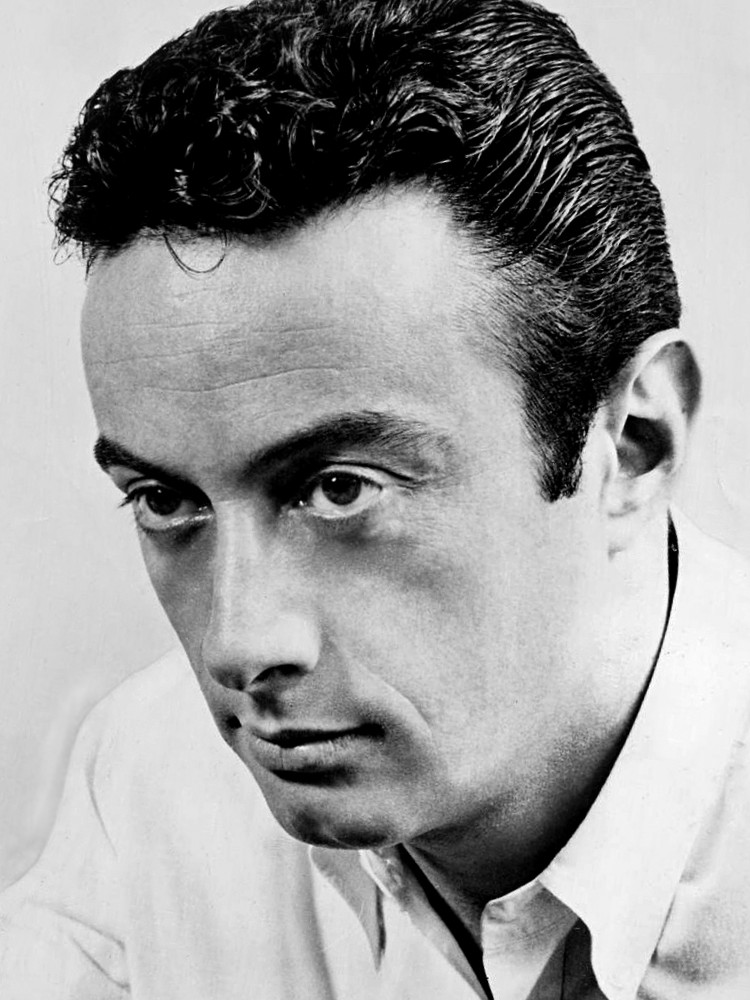
Lenny Bruce (1961)

Lenny Bruce (* 13. Oktober 1925 in Mineola, New York als Leonard Alfred Schneider; † 3. August 1966 in Los Angeles, Kalifornien) war ein US-amerikanischer Stand-up-Comedian und Satiriker. Bruce trug maßgeblich dazu bei, Stand-Up-Comedy von einer Form des bloßen Witzeerzählens zur intelligenten und zeitbezogenen Unterhaltung zu verändern.

## Leben
Lenny Bruce wurde als Leonard Alfred Schneider in eine jüdische Familie in Mineola, dem County Seat von  Nassau County im US-Bundesstaat New York geboren und wuchs dort auf. Bruces Repertoire enthielt Nummern über Politik, Religion, Recht, Rassen, Abtreibung, den Ku-Klux-Klan, die katholische Kirche, die sozialen Konsequenzen der Automatisierung sowie eine große Anzahl von Witzen, die unter die Gürtellinie gingen. Auf das Letztere angesprochen, antwortete er oft: „Wenn Sie etwas am menschlichen Körper anekelt, beschweren Sie sich beim Hersteller!“
Bruce, der unter anderem mit Frank Zappa auftrat, bekam im Verlauf seiner Karriere wiederholt Probleme mit Polizei und Justiz. Seit 1962 durfte er nicht mehr in Australien auftreten, im selben Jahr wurde er in San Francisco wegen Obszönität angeklagt, aber freigesprochen. 1964 wurde er in New York zu einer Haftstrafe von sechs Monaten verurteilt, in einem späteren Verfahren aber erneut freigesprochen. Ab Anfang 1966 hatte er fast überall in den USA Auftrittsverbot. Gegen Ende seines Lebens nahmen die Themen Polizei, Obszönität und Meinungsfreiheit breiten Raum in seinen Auftritten ein. 
Bruce, der für seine Drogensucht bekannt war, starb im Alter von 40 Jahren im August 1966 in seinem Haus, mutmaßlich an einer Überdosis Heroin. In seinem Arm steckte eine Nadel.  
37 Jahre nach seinem Tod wurde Bruce im Oktober 2003 vom New Yorker Gouverneur George Pataki posthum für seine Obszönitätsverurteilungen begnadigt. Es war die erste und bisher einzige posthume Begnadigung in diesem Staat.

## Rezeption
Der 1974 entstandene Film Lenny von Bob Fosse mit Dustin Hoffman basiert auf Bruce’ Leben. 1998 erschien der Dokumentarfilm Lenny Bruce: Swear to Tell the Truth. Die Inszenierung übernahm Robert B. Weide und die Produktionen wurden für den Oscar nominiert.
Er ist eine Figur im Roman Unterwelt von Don DeLillo. In der Fernsehserie The Marvelous Mrs. Maisel taucht er als wiederkehrende Figur auf, gespielt von Luke Kirby.
Musiker wie Stan Ridgway, Bob Dylan, Tom Waits, John Lennon, John Mayall, Nico, R.E.M., Nada Surf, Chumbawamba, Nuclear Valdez und Grace Slick (Father Bruce) ließen sich von ihm zu Songs inspirieren. Er wird u. a. in It’s the End of the World as We Know It (And I Feel Fine), sowie in Broadway Melody of 1974 von Genesis erwähnt.

## Werke
- How to Talk Dirty and Influence People. 208 Seiten, Fireside, 1992, englisch, ISBN 0671751085, ISBN 978-0671751081.
- The Berkeley Concert. Produced by Frank Zappa and Herb Cohen, reprise 2xs 6329, 1968, Doppel-LP, USA.